# Маммиси

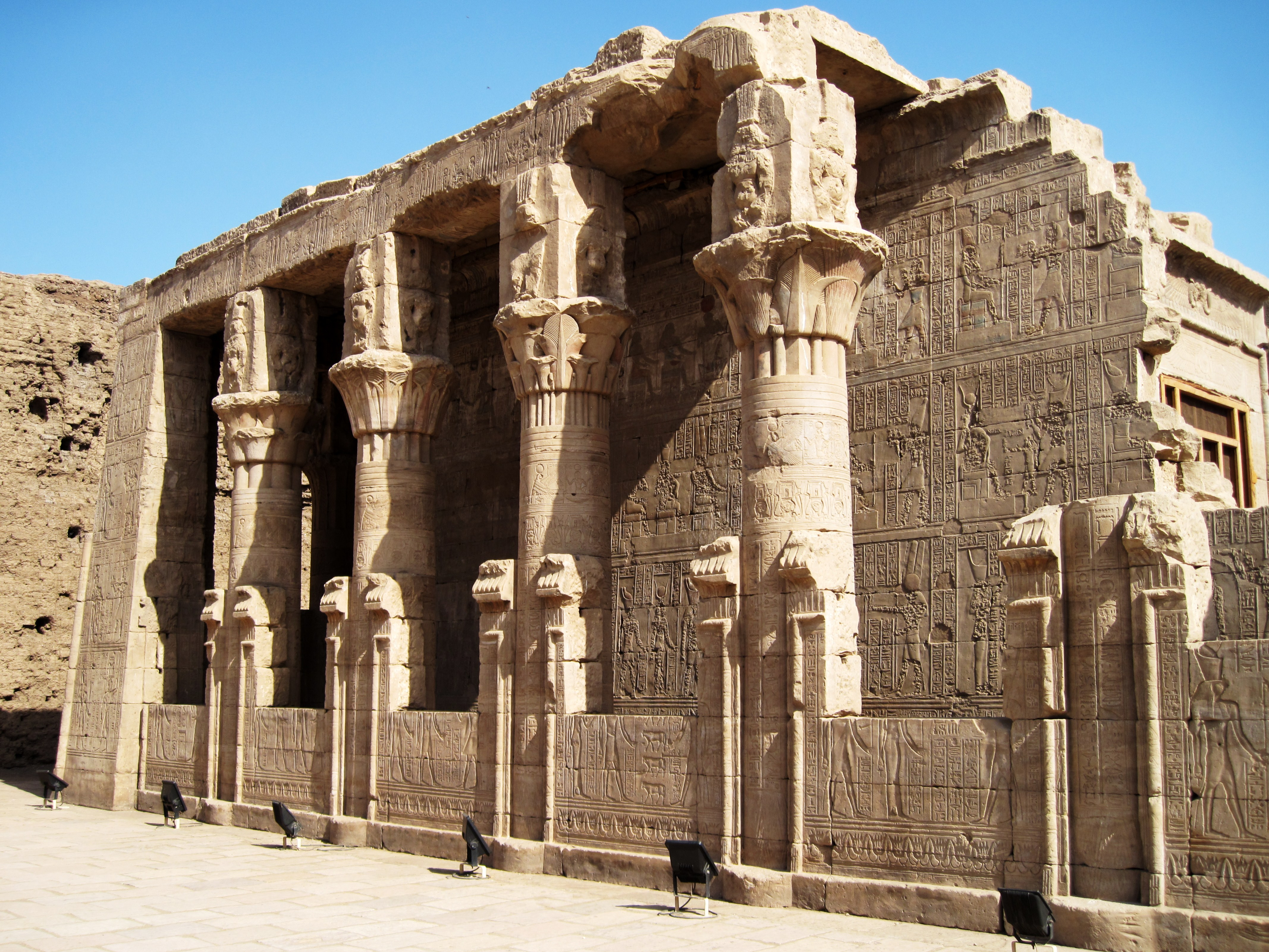
Маммиси в храмовом комплексе Эдфу

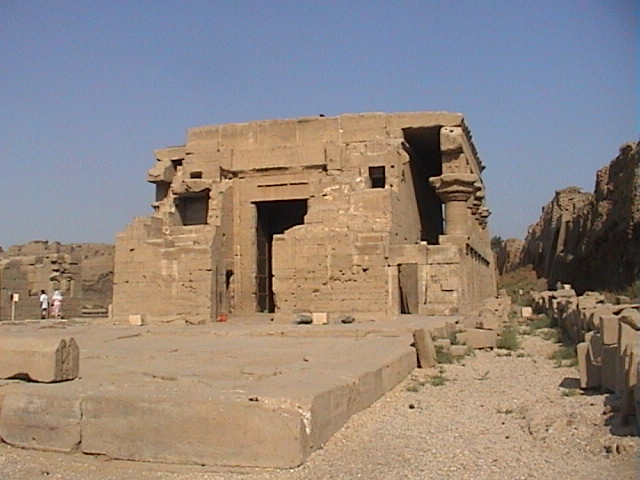
Маммиси в храмовом комплексе Дендеры

Маммиси (из копт. ⲙⲁⲙⲙⲓⲥⲓ, "место рождения") — наименование части храмового комплекса в Древнем Египте, выстроенной в виде небольшого храма и находящейся внутри окружающей главный храм стены, в правом внутреннем углу по отношению к пути сакральных процессий.
По-видимому, архаичные типы маммиси на территории Древнего Египта появились ещё в неолитический, додинастический период его истории, когда подобные сооружения — только из дерева и с лиственной крышей — строились для содержания там рожениц и недавно родивших женщин с целью их изоляции от других членов общества. На это родство указывает также такие элементы позднейших храмовых построек, как колонны в виде древесных стволов и растений; невысокие «хижинные», в человеческий рост каменные стены сооружений, и проч. Археологически доказано строительство этих храмовых сооружений в период между VIII веком до н. э. и III веком н. э. Первоначально, начиная со времени ХХ династии, в позднейший период Нового царства, появление в древнеегипетском культе детских божеств с именной приставкой па-херед (ребёнок) имело следствием создание этих видов храмовых построек, являвшихся некими предшественницами родильных домов и образовательно-медицинских центров при более древних храмах. Позднее, во времена Птолемеев роль маммиси существенно меняется — в этот период роль детских божеств в древнеегипетской религиозной иерархии возрастает, и их культ вводится в таких центрах почитания египетской божественной триады, как Дендера, Эдфу и Филы.
В позднейшее время в древнеегипетской традиции нередким явлением было посвящение храмового комплекса божественной триаде (группе из трёх божеств), соединённых в констелляции «Отец-Мать-Ребёнок», в связи с чем их почитание было выражено в сакральных ритуалах, посвящённых таким темам как «свадьба», «рождение», «воспитание ребёнка» и «вступление в права наследия». Во время этих и им подобных празднеств «Возрождения Царства» храмы-маммиси служили священным местом совершения обрядов.
В греко-римский период празднества в маммиси связаны уже с культом божества Бес, изображения которого украшают капители колонн маммиси. «Возвращение» Беса, о котором повествуется в мифе о Возвращении Богини, у древнеегипетского населения сопровождалось радостными танцевальными празднествами.